# Chapelle Santa-Maria-d'Arca
La chapelle Sainte-Marie-d’Arca (Santa Maria Assunta d’Arca) est une ancienne église catholique située sur le territoire de la commune française de Muracciole, dans le département de la Haute-Corse et la collectivité territoriale de Corse.

## Localisation
La chapelle Sainte-Marie dite « Santa-Maria-d'Arca » se situe à l'ancien hameau d'Arca, au nord et en dessous du village de Muracciole. Construite à 570 m d'altitude sur une petite plateforme, elle a été désertée ainsi que le village d'Arca au lendemain de la Première Guerre mondiale. Elle se trouve aujourd'hui sur le chemin de grande randonnée « Mare a mare  Nord variante ».

## Histoire
La chapelle Santa-Maria-d'Arca a été construite entre le VIIe siècle et le Xe siècle, soit avant la période de Pise, d'Aragon et de Gênes. « Il (l'édifice) se particularise par une abside rectangulaire voûtée en berceau qui s’ouvre sur la nef par un arc triomphal, induisant une réalisation préromane, soit vers le Xe siècle ».
Fin du XIe siècle, le pape Urbain II nomme archevêque Daibertus évêque de Pise qui devient métropolitain-suzerain des six diocèses corses : Nebbio, Mariana, Accia, Sagone, Ajaccio et Aléria. Nebbio, Mariana, Accia seront donnés à Gênes ; les trois derniers resteront pisans jusqu'à leur défaite contre Gênes dans la Bataille de la Meloria (1284).
Au XVe siècle, l'église comportait une sépulture commune, l'arca. Elle sera utilisée jusqu'à la fin du XIXe siècle malgré l'interdiction  d'ensevelir les morts dans les églises promulguée par un édit royal en 1776.
Au début du XVIe siècle, vers 1520, Arca faisait partie de la pieve de Rogna qui était composée des communautés de Vivario (li Gati, le Murachiole, Arche), Herbajolo, la Valle di Sera, la Fosigia, la Lamella, Altiani, lo Petragio, lo Pè di la Corte, lo Lunello, Porra, lo Piano Buono, la Petra Serena, Santa Maria de Talsini, Corte, Omessa, Santa Lutia, Tralunca, lo Soarello, Castirla. La Rogna comptait alors environ 4 250 habitants et relevait du diocèse d'Aléria.

Santa Maria Assunta d'Arca était l'église des communautés de Vivario et le restera jusqu'à la construction au XVIIIe siècle de l'église Sainte-Marie de l'Assomption de Vivario aujourd'hui disparue. En fin du XVIe siècle, Mgr Mascardi, visiteur apostolique, signale la présence d’un baptistère en pierre près de la porte.
Santa Maria restera jusqu'au XIXe siècle le lieu de culte pour les villages de Muracciole et d'Arca. À partir de 1791, l'église paroissiale relève du diocèse d'Ajaccio. L'église et le hameau d'Arca sont abandonnés au lendemain de la Première Guerre mondiale.

## Architecture

### Plan
À l'origine, l'édifice préroman était de plan simple, à chevet plat, avec une nef orientée sur un axe est/ouest, l'abside à l'est et la façade principale avec son portail à l'ouest. Il a été maintes fois remanié. De l'édifice préroman ne subsiste que la fenêtre de l’abside surmontée d’une archivolte en plein cintre à l’extérieur.
Au XVe siècle, comme d'autres édifices religieux, il est orné de peintures à fresques.
Au XVIIe siècle, l'édifice adopte un plan en croix latine, avec un vaisseau central flanqué de deux chapelles latérales dans les murs nord et sud, et se termine par un chevet plat. À l'intérieur, le chœur est légèrement surélevé par une estrade maçonnée ; l'abside rectangulaire voûtée en berceau s’ouvre sur la nef par un arc triomphal. L'autel a disparu.

### Façades
Malgré le crépi extérieur, les murs laissent entrevoir l'appareillage des angles des murs de bonne facture, fait avec de grosses pierres de granite bien taillées.
- La façade principale (ou occidentale) présente au-dessus du portail simple, un oculus qui éclaire l'intérieur. Une porte secondaire anime la façade méridionale.
- La façade orientale présente le chevet plat avec deux ouvertures : la fenêtre de l'abside préromane et une fenêtre meurtrière pour éclairer le chœur.
- Les façades nord et sud sont flanquées des maçonneries du faux transept formé de deux chapelles latérales. Ces dernières sont pourvues de petites fenêtres rectangulaires.

### Intérieur

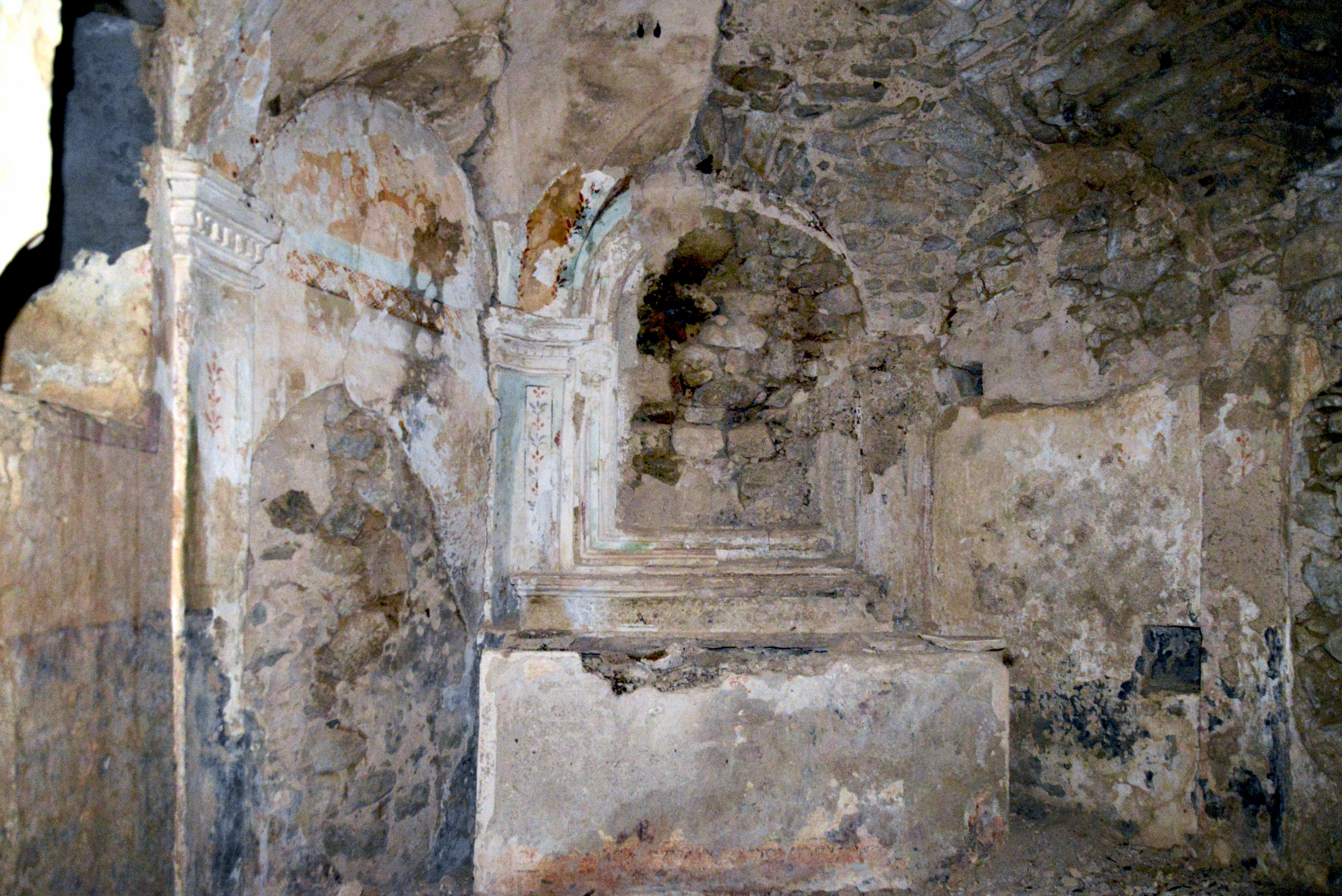
Chapelle latérale gauche

L'intérieur de l'édifice très détérioré, ne laisse pas apprécier les décors originaux : fresques du XVe siècle comme on peut le voir dans d'autres chapelles romanes de l'île (Église San Michele de Castirla, Église Santa Maria Assunta de Favalello, Église Saint-Thomas de Pastoreccia, etc.).

## Patrimoine
La chapelle Santa-Maria-d'Arca a été classée au titre des monuments historiques le 16 octobre 1992. Son état a nécessité une demande de protection en 1990. La couverture autrefois en lauzes, a été refaite en tuiles rouges. Des étais sont toujours en place pour supporter la charpente en bois.
Les décors intérieurs, fresques murales et stucs, sont très abîmés, ne laissant plus apprécier les peintures et ornements.
Il est interdit d'y pénétrer pour des raisons de sécurité.

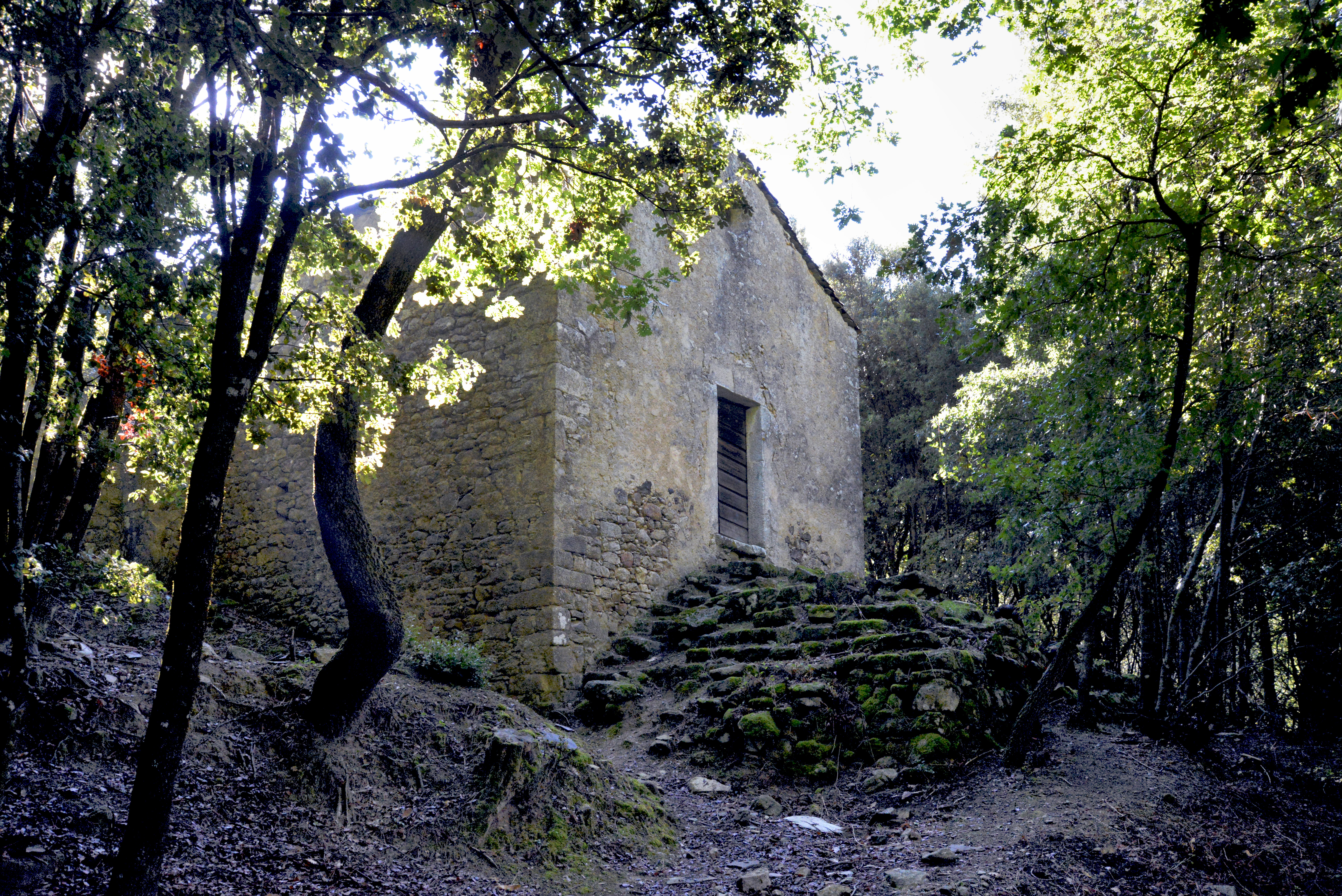
Façade principale
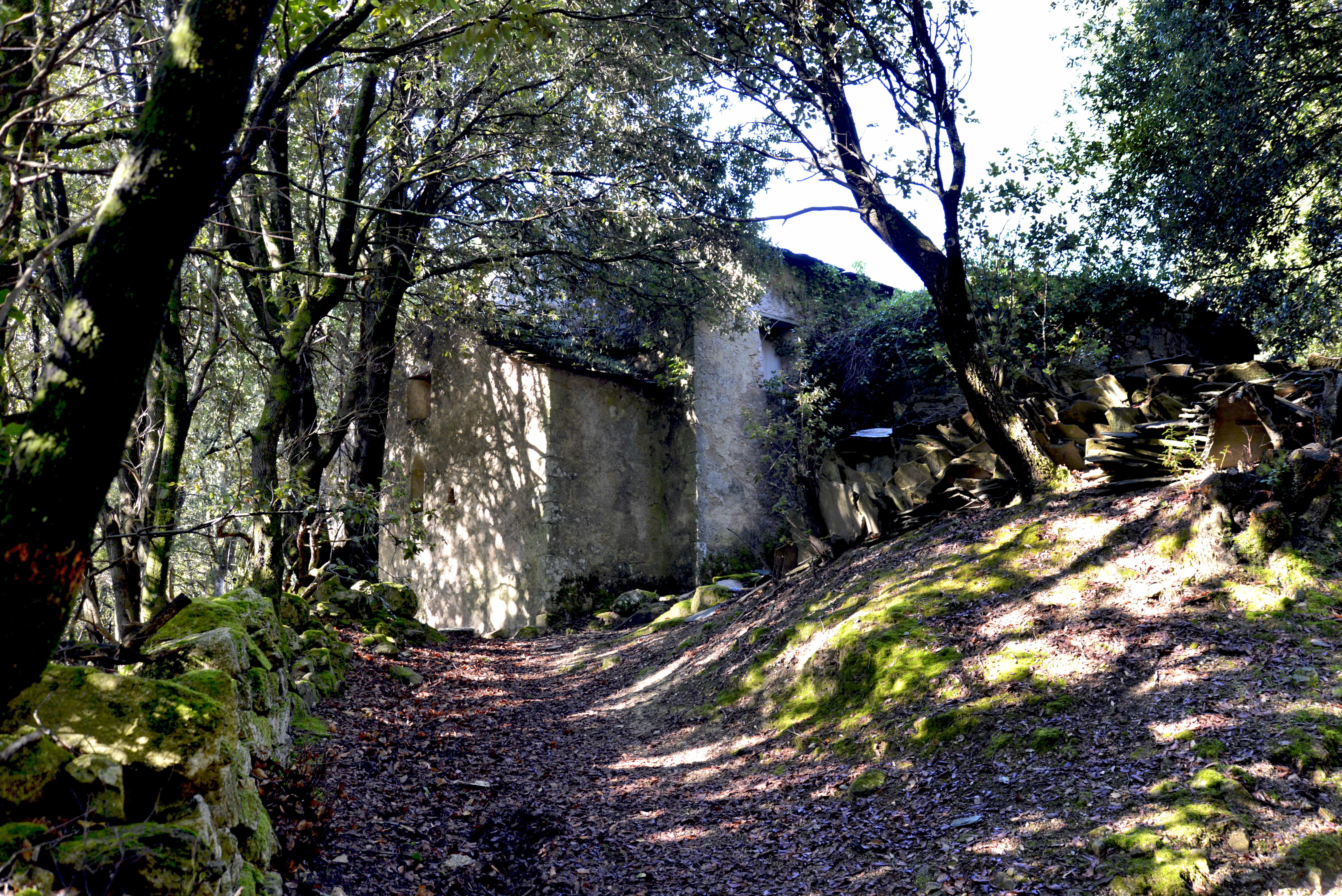
Chevet plat
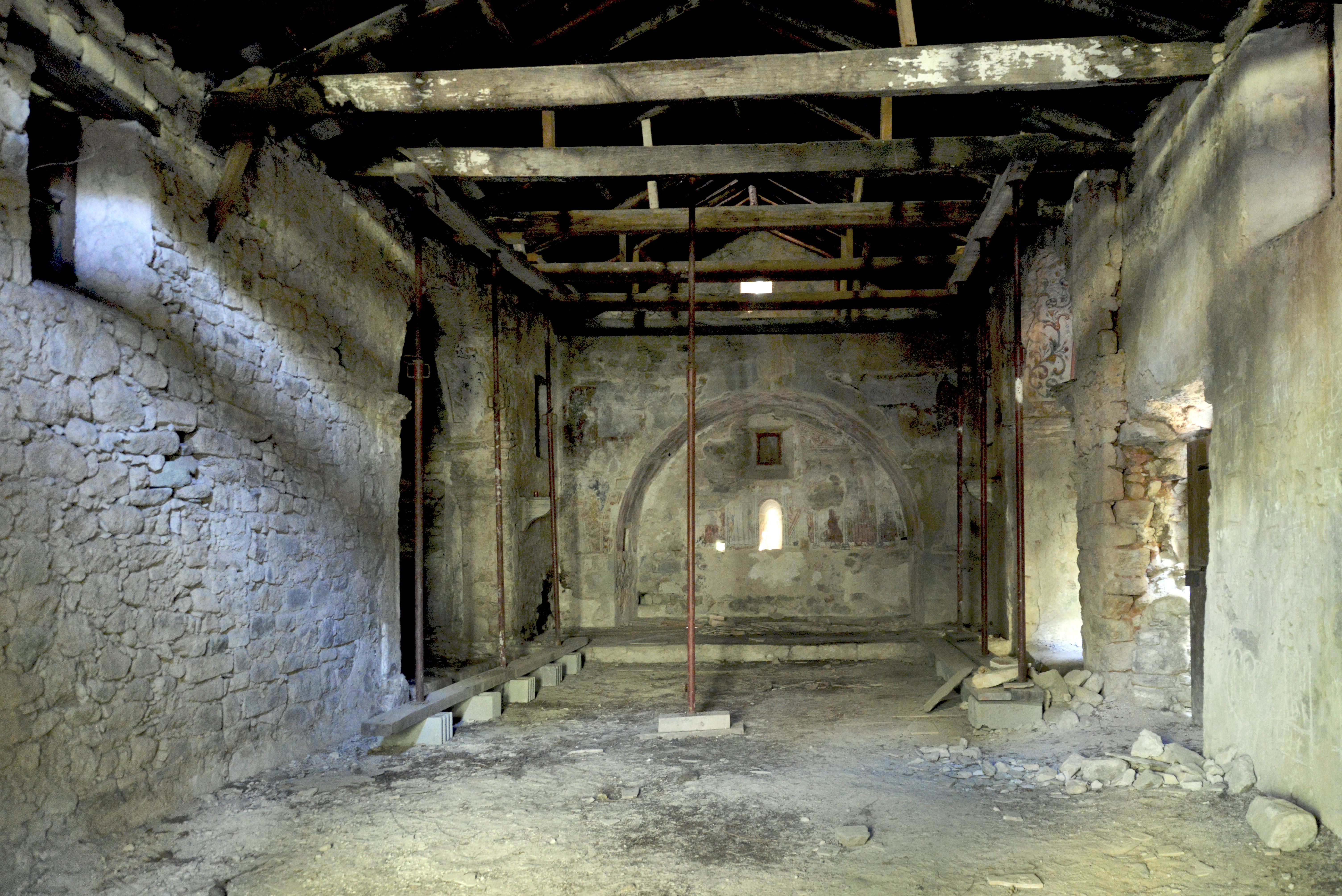
Intérieur
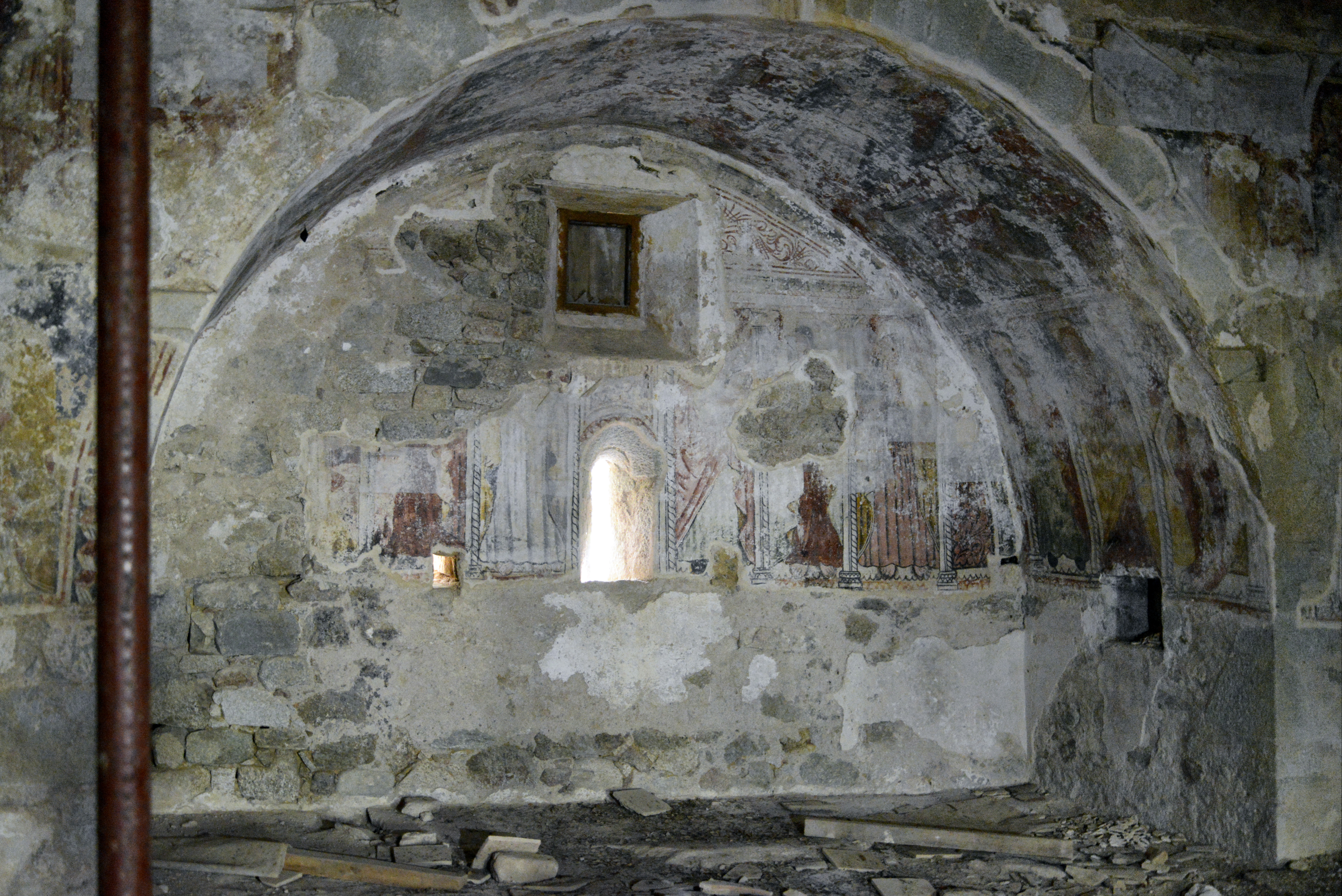
Fresques de l'abside
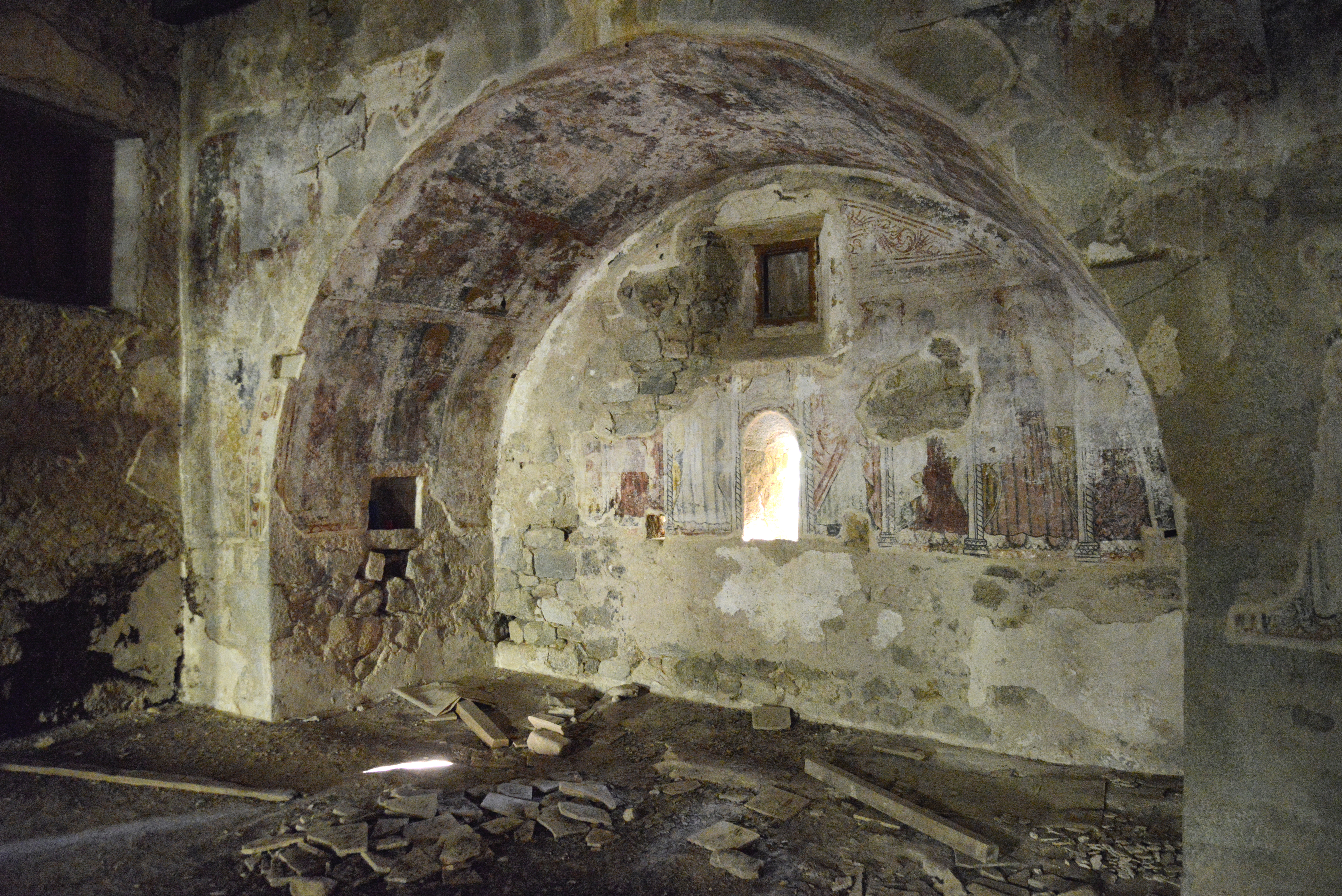
Fresques de l'abside